# Czarny dąb

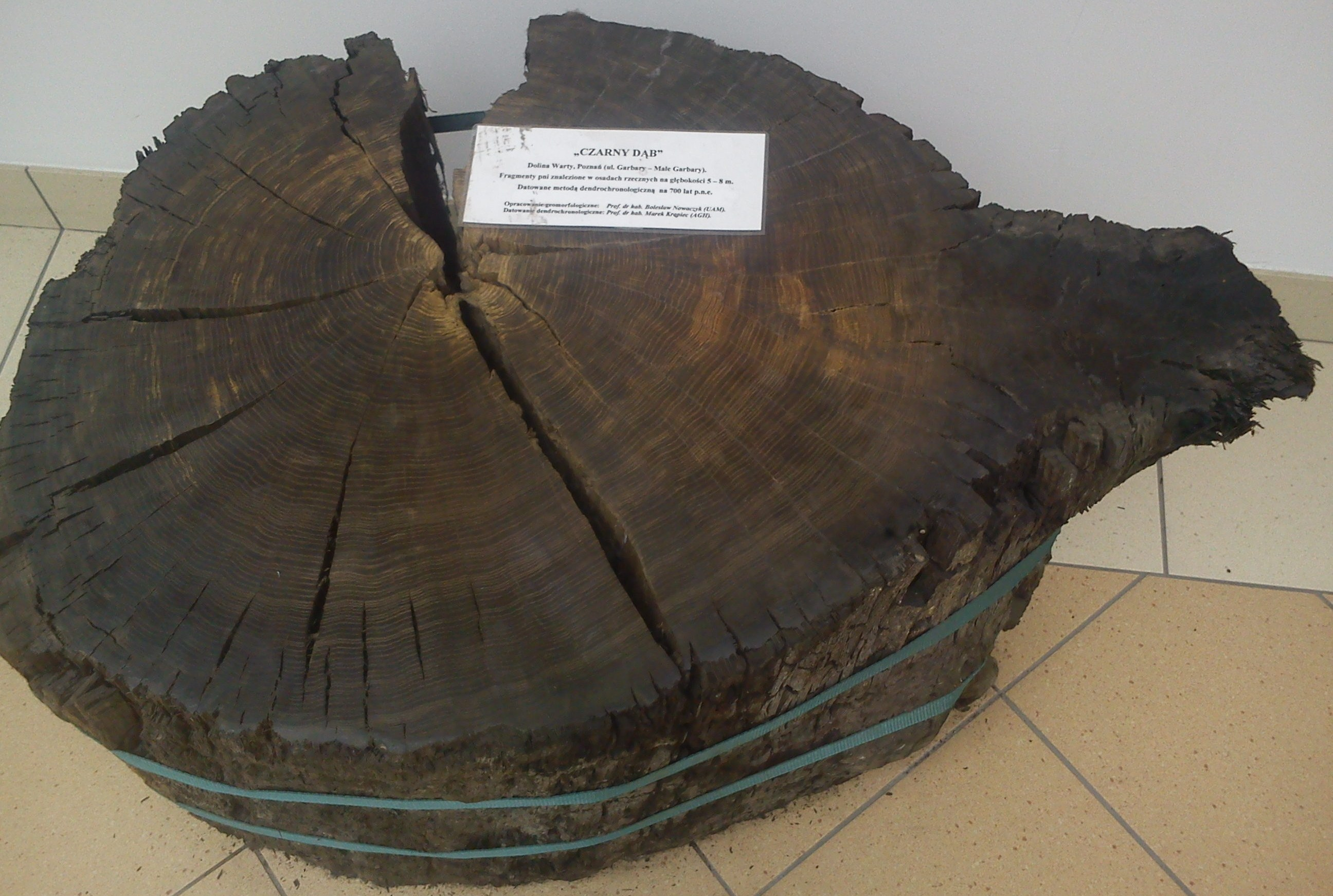
Czarny dąb z Garbar, eksponat w Collegium Geologicum w Poznaniu

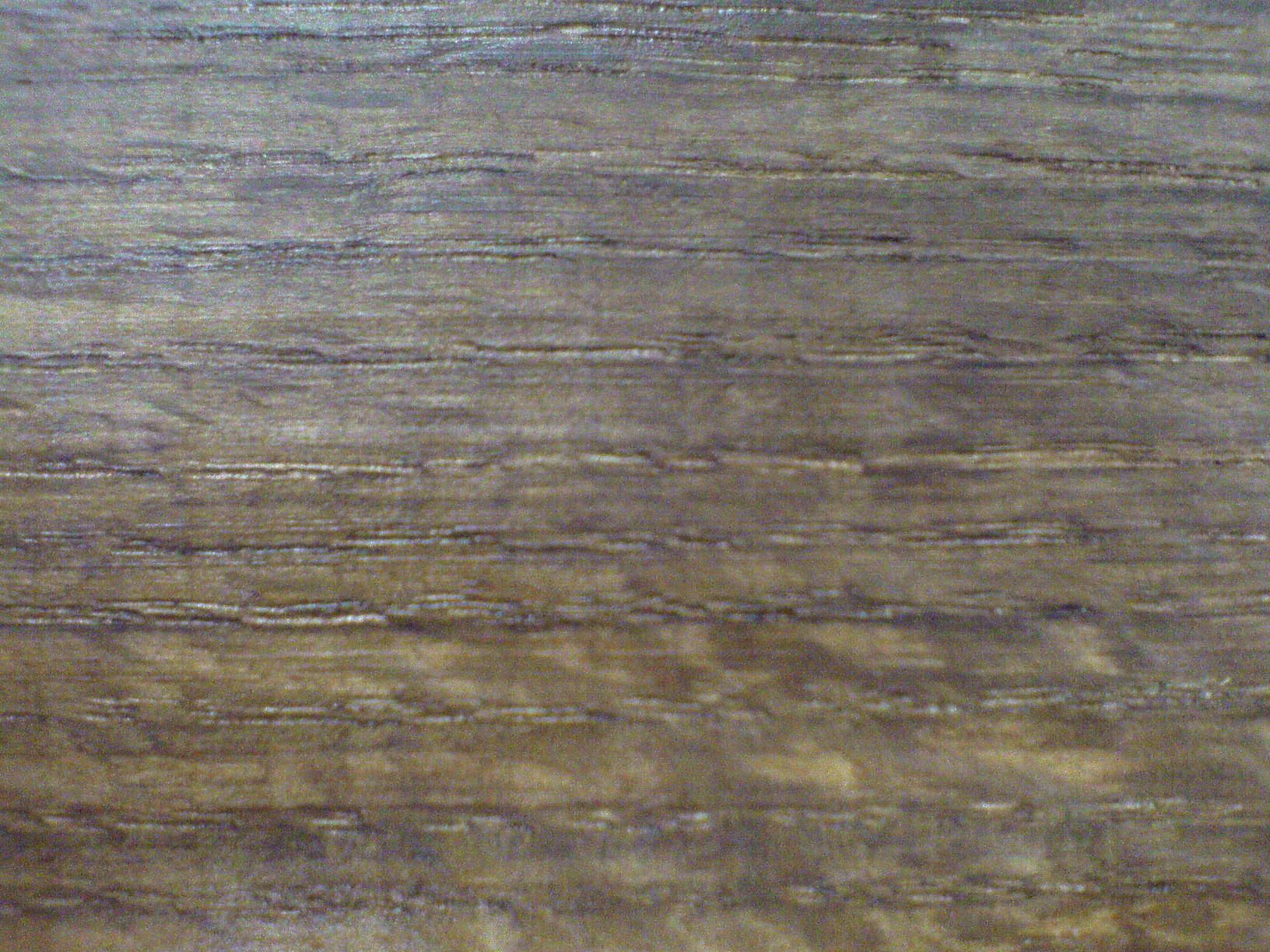
Okleina z czarnego dębu

Czarny dąb, dąb kopalny, dąb wykopaliskowy, polski heban – drewno dębów przebywających w ziemi lub pod wodą od co najmniej kilkuset lat.
Drewno dębowe zawiera garbniki, które reagują z solami żelaza obecnymi w wodzie lub ziemi, zmieniając barwę drewna na szaroczarną do granatowoczarnej. Duży wpływ na jakość i barwę zachowanego drewna mają warunki, w jakich dotrwało do naszych czasów. Zdecydowanie negatywnie działa okresowe wahanie poziomu wód gruntowych, powodujące cykliczne odsłanianie i zalewanie drewna. Przyczynia się to do szybszego rozkładu i, co za tym idzie, obniżenia właściwości mechanicznych. Dęby zatopione w zbiornikach wodnych, bagnach i torfowiskach, w warunkach stałej wilgotności, dotrwały do naszych czasów w bardzo dobrym stanie, mimo (w większości przypadków) rozkładu kory i bielu.
Z istotnych procesów zachodzących w drewnie czarnego dębu, poza utlenianiem, należy również wymienić osadzanie się i krystalizację w ścianach komórkowych substancji mineralnych. Powoduje to znaczne zwiększenie gęstości (w stanie powietrznosuchym 6–17% więcej od drewna współczesnego), a w wymiarze praktycznym utrudnia obróbkę mechaniczną (szybsze tępienie narzędzi skrawających). Czarny dąb, mimo swych zalet, posiada dość istotną wadę, jaką jest duża skłonność do pękania w trakcie suszenia. Wymaga dużo wolniejszego procesu w stosunku do drzew współczesnych.
Czarny dąb znajdowany jest w całej niemal Europie, jednak największe jego skupiska usytuowane są w dorzeczach rzek Europy Środkowej i Południowej. W Polsce największe znaleziska znajdują się w okolicach Dębicy i Szprotawy. Największy wyeksponowany okaz czarnego dębu znajduje się w Muzeum Agatów i Skamieniałych Drzew w Dąbrowie Tarnowskiej i ma dwa metry średnicy.
Polskie prawodawstwo przewiduje, że zatopione w rzekach oraz pod ziemią złoża czarnego dębu stanowią własność Skarbu Państwa.

## Zastosowanie
Drewno czarnego dębu wykorzystuje się do produkcji forniru oraz jako materiał rzeźbiarski. Znajduje zastosowanie przy produkcji mebli stylowych (w przeszłości wysoko cenionych mebli gdańskich), galanterii drzewnej (głównie pamiątkowej), rękojeści noży i fajek. Używany jest także w intarsjach i inkrustacjach.
W carskiej Rosji za posiadanie mebli z czarnego dębu groziła kara śmierci, były one bowiem zastrzeżone dla rodziny panującej.